# Милош Бабић (правник)
Милош Бабић (Горње Ратково код Кључа, ФНРЈ, 11. март 1948) српски је универзитетски професор и доктор правних наука. Садашњи је судија Суда Босне и Херцеговине.

## Биографија
Милош Бабић је рођен 11. марта 1948. године у мјесту Горње Ратково код Кључа, ФНРЈ (данас у општини Рибник). Завршио је Правни факултет у Сарајеву, а магистрирао и докторирао у Београду. Завршио је полугодишњу специјализацију на Ломоносовом универзитету у Москви. На Правном факултету у Бањој Луци на предмету Кривично право изабран је за асистента (1975), а потом и у звање доцента (1980). За ванредног професора изабран је 1987, а у звање редовног професора 1998. године. Обављао је и функцију декана у два наврата (1991—1996).
Тренутно је судија Апелационог одјељења Суда Босне и Херцеговине. Предсједник је Удружења за кривично право и криминологију Републике Српске.

## Радови
Проф. др Милош Бабић је објавио сљедеће књиге:
- Крајња нужда у кривичном праву, Бања Лука, 1978;
- Кривичноправна заштита живота, Бања Лука, 1997 (коауторство);
- Кривично право, посебни дио, Бања Лука, 1995 (уџбеник);
- Кривично право, посебни дио, Бања Лука, 2005 (уџбеник, коауторство);
- Кривично право, општи дио, Бања Лука, 2008 (коауторство);
- Кривично право, општи и посебни дио, Бања Лука, 2008;
- Основи кривичног права, Бања Лука 2008;
- Основи кривичног права, 2006 (коауторство).